# Rouben Mamoulian
Rouben Mamoulian (8. oktober 1897 i Tiflis, Georgien – 4. december 1987 i Woodland Hills, Californien, USA) var en amerikansk filminstruktør af armensk oprindelse. 
Han var teateruddannet fra Moskva og London, og debuterede som teaterinstruktør i 1922 i London. Mamoulian flyttede til USA i 1923, og debuterede på Broadway i 1927. Han debuterede som filminstruktør med Applause (1929), og blev en af 1930'ernes ledende filminstruktører med Dr. Jekyll and Mr. Hyde (Dr. Jekyll og Mr. Hyde, 1931), Queen Christina (Dronning Christina, 1933) med Greta Garbo i titelrollen, og Becky Sharp (1935). Efter 2. verdenskrig instruerede han bl.a. to filmmusicaler, Summer Holiday (1948) og Silk Stockings (Silkestrømper, 1957). Mamoulians indfaldsrige instruktion og flydende kamerastil fik betydning for filmens udvikling som fortællerkunst.